# Táplánszentkereszt, Vas
Táplánszentkereszt  este un sat în districtul Szombathely, județul Vas, Ungaria, având o populație de 2.638 de locuitori (2011). 

## Demografie
Componența etnică a satului Táplánszentkereszt
     Maghiari (97,36%)
     Germani (1,63%)
     Necunoscut (0,34%)
     Alții (0,67%)
Componența confesională a satului Táplánszentkereszt
     Romano-catolici (52,39%)
     Fără religie (5,23%)
     Reformați (1,25%)
     Luterani (1,25%)
     Necunoscută (38,93%)
     Atei (0,95%)
     Alte religii (0,49%)
Conform recensământului din 2011, satul Táplánszentkereszt avea 2.638 de locuitori. Din punct de vedere etnic, majoritatea locuitorilor (97,36%) erau maghiari, cu o minoritate de germani (1,63%). Apartenența etnică nu este cunoscută în cazul a 0,34% din locuitori.  Din punct de vedere confesional, majoritatea locuitorilor (52,39%) erau romano-catolici, existând și minorități de persoane fără religie (5,23%), luterani (1,25%) și reformați (1,25%). Pentru 38,93% din locuitori nu este cunoscută apartenența confesională.